# Вазеба I
Вазеба (Уазеба) I (*д/н — 320) — цар Аксуму в 310—320 роках. Є одним із найбільш незрозумілих правителів аксумітів для вчених. Причиною цього є те, що написи про його уряд не були виявлені і що про його існування було відомо лише карбуванням монет.

## Життєпис
Ймовірно син або брат царя Афіли. Відомий насамперед із монет, які він карбував під час свого правління, ставши першим царем аксумітів, що закарбував легенди на своїх монетах мовою ґеез, і єдиним володарем Аксуму, який використовував цю мову на золотих монетах.
Наприкінці правління зробив Усану своїм спвволоадрем. Припускається, що уклав мирний договір з римським імператором Діоклетіаном. Помер 320 року.